# خوسيه رودريغوس
خوسيه رودريغوس (بالبرتغالية: José Rodrigues‏) هو رسام برتغالي، ولد في 16 يوليو 1828 في لشبونة في البرتغال، وتوفي بنفس المكان في 19 أكتوبر 1887.